# RAD750

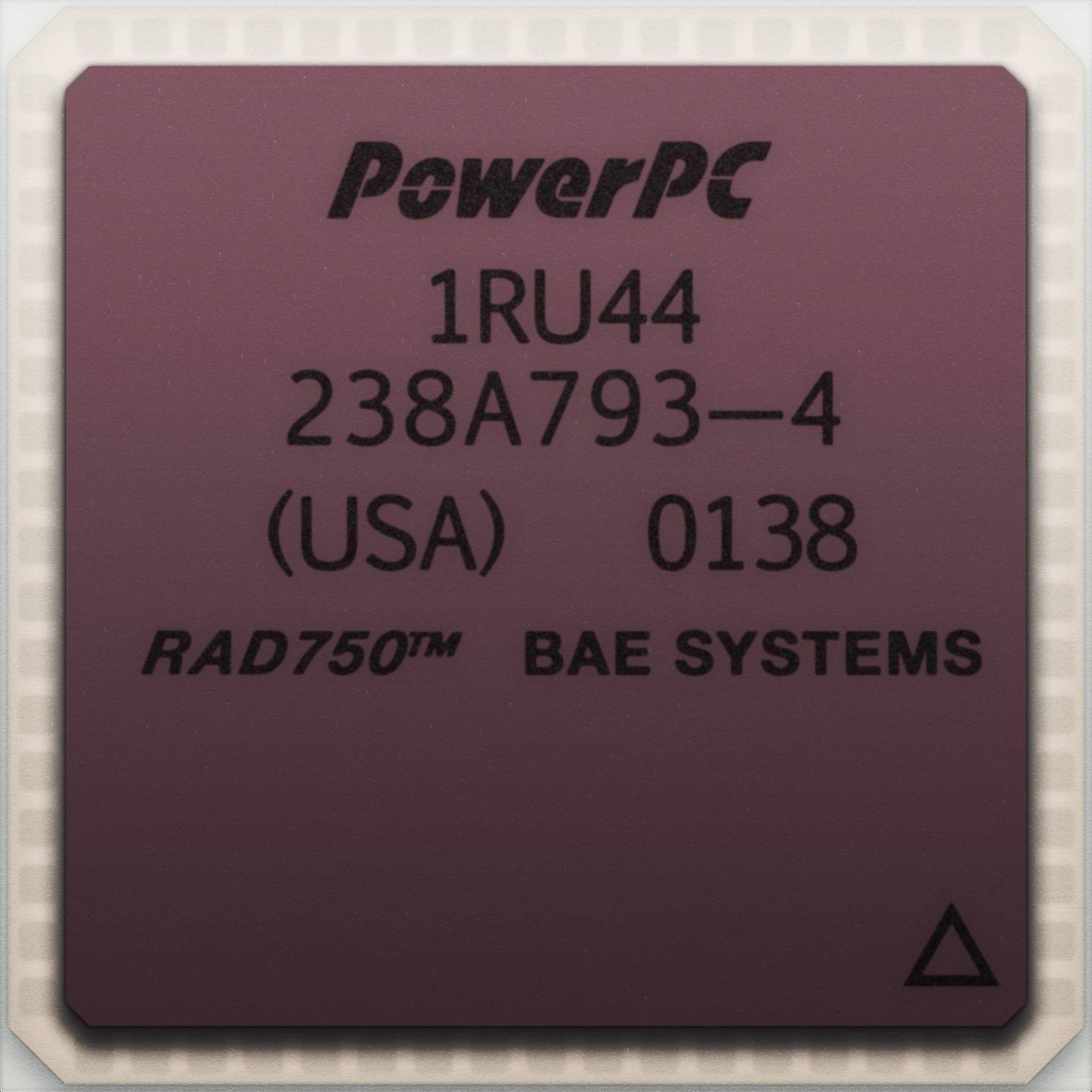

Il RAD750 è un computer prodotto da BAE Systems, dedicato al funzionamento in ambienti soggetti ad alti livelli di radiazione, successore del RAD6000. Il processore del computer si basa su un core PowerPC 750, progettato per resistere ad alti livelli di radiazioni ionizzanti e quindi adatto all'uso all'interno di satelliti artificiali e sonde spaziali. Il RAD750 è stato introdotto in commercio nel 2001, mentre i primi lanci nello spazio si sono registrati a partire dal 2005. La sonda Mars Reconnaissance Orbiter utilizza un RAD750 come sistema di bordo.

## Caratteristiche
La CPU è formata da 10,4 milioni di transistor CMOS, quasi dieci volte più del predecessore. La produzione utilizza una tecnologia VLSI da 250 nanometri e il die occupa 130 mm². La frequenza di clock può variare da 110 a 200  MHz e il processore può elaborare fino a 400 MIPS; inoltre, è dotato di un'ampia cache di secondo livello.
La CPU può sopportare fino a 200.000 rad con temperature comprese tra -55 °C e 125 °C. La scheda standard RAD750 (CPU e scheda madre) sopporta fino a 100.000 Rad con temperature tra i -55 °C e 70 °C e richiede 10 watt di potenza.
Il package standard del RAD750 è perfettamente compatibile con quello del PowerPC 750 (processore con denominazione commerciale G3, usato nei computer Apple iMac G3  & PowerMac G3), ma un modulo RAD750 può costare più di 200.000 dollari statunitensi.
L'elevato costo deriva dalla protezione antiradiazione che richiede una revisione dell'architettura, del processo di produzione, e un accurato controllo di qualità su ogni singolo componente. L'affidabilità garantita dal produttore indica un tempo medio tra guasti (MTBF) superiore a 4,3 milioni di ore.

## Uso
Su questa CPU si basano i computer delle seguenti sonde:
- Deep Impact comet chasing spacecraft, lanciato nel gennaio 2005 - primo uso di un computer basato su RAD750
- XSS 11, small experimental satellite, lanciato il 1º aprile 2005
- Mars Reconnaissance Orbiter, lanciato il 12 agosto 2005
- STEREO, lanciata il 25 ottobre 2006 con la strumentazione SECCHI (Sun Earth Connection Coronal and Heliospheric Investigation) in cui sono integrati i RAD750
- WorldView-1 satellite, lanciato il 18 settembre 2007 - ha un sistema basato su due cpu RAD750.[1]
- Fermi Gamma-ray Space Telescope, formerly GLAST, lanciato l'11 giugno 2008
- Kepler space telescope, lanciato nel marzo 2009
- Lunar Reconnaissance Orbiter, lanciato il 18 luglio 2009
- Wide-field Infrared Survey Explorer (WISE) lanciato il 14 dicembre 2009[2]
- Solar Dynamics Observatory, lanciato l'11 febbraio 2010
- Sonda Juno, lanciata il 5 agosto 2011[3]
- Curiosity rover, lanciato il 25 novembre 2011[4]
- Van Allen Probes, lanciato il 30 agosto 2012[5]
- Lunar Atmosphere and Dust Environment Explorer, lanciato il 7 Settembre 2013
- InSight, lanciato il 5 maggio 2018[6]
- Rover Perseverance, lanciato il 30 luglio 2020[4]